# Amphilius pulcher
Amphilius pulcher är en fiskart som beskrevs av Pellegrin 1929. Amphilius pulcher ingår i släktet Amphilius och familjen Amphiliidae. IUCN kategoriserar arten globalt som livskraftig. Inga underarter finns listade i Catalogue of Life.